# Laguna de Araré
La laguna de Arani o Araré es una laguna amazónica de Bolivia que se encuentran en la provincia de Marbán en el departamento del Beni al noreste del país, a una altitud de 160 metros sobre el nivel del mar, cerca del río Mamoré. Se caracteriza porque está formada por dos cuerpos de agua uno más pequeño al norte y el más grande al sur unidos por un estrecho de 600 metros.
Tiene unas dimensiones máximas de 14 km de largo por 9 km de ancho y una superficie de 6803,5 hectáreas o 68 km². La laguna tiene un perímetro costero de 42 kilómetros.